# 黑狗妖
黑狗妖，又稱黑狗精、黑山大王，是台灣民間傳說中的妖怪之一，由狗骨幻化而成，經常在出現的地區作祟、擾亂民眾生活。

## 特徵
關於黑狗妖的傳說有很多版本，其中大多數有以下特徵：
1. 由狗骨幻化而成的黑色狗妖
2. 擁有法力，經常向人作祟、危害居民的安全
3. 性格頑強，就算神仙也無法使其服從

此外還有像是黑狗妖其實是術士幻化而成、或是牠們生性淫蕩等傳說。消滅黑狗妖的方法，多為把其根源的狗骨下鍋油炸，或是由道士、乩童甚至直接請神來將其消滅。

## 原型

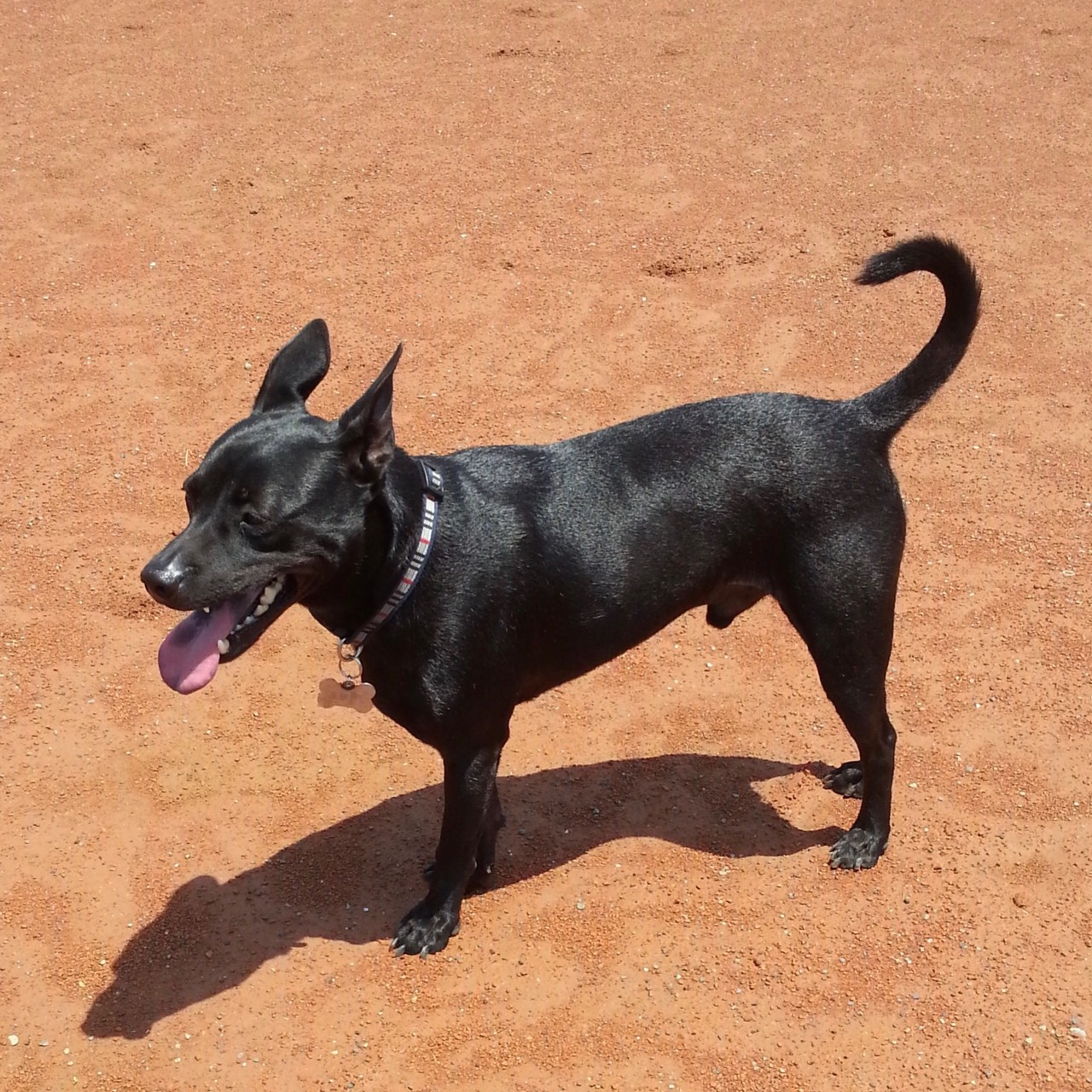
黑狗妖的原型：臺灣犬

黑狗妖的原型來自於臺灣犬科動物的臺灣犬，該種狗曾經普遍分布於臺灣，很早就被原住民飼養作為獵犬之用。

## 傳說
台灣許多地區都有黑狗妖的傳說，其中往往都是黑狗妖在民間危亂並且被制服、消滅的情節：

### 林口(新莊坪頂)
有戶農家婦女在丈夫外出的隔天醒來後，發現床上躺著另一個人，那人自稱是「黑山大王」，因為和她有緣而前來和她過夜，並且會賜予她福氣，婦女相信了。在來往幾次之下，婦人的妯娌察覺有異，試著審問她，後來當天晚上家裡全部的婦女都被玷汙，最後由其小姑找來道士避邪，道士在山下挖出一根上頭還長有兩寸長毛的骨頭，將它丟進油鍋裡煮，黑狗妖就再也沒有出現了。

### 淡水
有一隻黑狗妖曾出現在當地，以法術製造暴風擾亂居民的生活並吃人，後來跟朱王爺鬥法後被驅逐，當地人為了感謝祂的貢獻而建造和衷宮祭拜。
根據考證，當地黑狗精的說法是因為鄰近河口、風勢強大的關係。

### 六腳鄉
1911年，當地工廠在開工後，機械經常莫名故障、員工也發生意外，進展非常不順利。民眾認為是當地傳說的黑狗妖在作祟，就從鄰近的朴子配天宮迎來一尊媽祖鎮妖，而當把媽祖迎到工廠時，旁邊的小池塘裡就挖出了一具毛髮與骨肉俱全的狗屍，眾人連忙把它以法術下鍋油炸解決禍害。據說媽祖本來有意收服牠，卻反而被黑狗妖咬斷了手指。員工為了感謝媽祖而建立糖廠配天宮祭祀祂，而這尊媽祖也被稱為「會社媽」。

### 旗山
1949年，當地張家在晚上總是不得安寧、夜夜難眠，前往鯤洲宮請示，被上帝公表示有黑狗妖在作祟，並由乩童作法收服。

### 南投
有一隻被封印在吉仙宮附近的黑狗精變成一個石觀音，引誘想要學法術的人將自己的封印解開，並破壞附近村莊的農作物、吃掉當地的人和家畜、甚至讓居民一個接一個發瘋，最後居民請吉仙宮的觀音和松柏嶺受天宮的玄天上帝來作法鎮妖，在法事即將開始時，有一隻黑狗經過，被當作是黑狗妖而圍捕並逃進原本封印著黑狗妖的觀音洞內，眾人趁機把洞封起來並作法，村莊終於恢復了和平。

### 澎湖
澎湖各地都流傳著黑狗妖趁著神明不在廟宇裡時進入、獲得居民的香火想藉機升格為神的「竄殿傳說」，傳說中黑狗妖往往等到神明回來後就現出了原形並被下鍋油炸。有時黑狗妖也會變成貓精。
有人認為這樣的傳說是反映了澎湖廟宇的乩童人才不夠的窘境。